# عاصي (مسلسل)
عاصي (باللغة التركية: Asi) هو مسلسل درامي اجتماعي تركي مدبلج إلى اللغة العربية باللهجة السورية عرض في تركيا على قناة كانال دي بين 21 أيلول 2007 إلى 19 حزيران 2009 ويعُرض على قناة إم بي سي 4 بدءاً من 27 أيلول 2009.

## تمثيل
- توبا بويوكستون (بدور عاصي)
- Murat Yıldırım (بدور أمير)
- Çetin Tekindor (بدور إحسان - والد عاصي)
- Nur Sürer (ناريمان، ام عاصي)
- Selma Ergeç (فاتن، الاخت الكبرى لعاصي)
- Tuncel Kurtiz (جد عاصي)
- Cemal Hünal (Kerim)كريم صديق أمير وزوج فاتن
- Tülay Günal (Süheyla)سهيلة خالة أمير
- Saygın Soysal (رسلان)
- Onur Saylak (Tilki Ziya)زياد زوج رولا (اخت عاصي)
- Elif Sönmez (ملك)
- Aslıhan Güner (Gonca)رولا اخت عاصي
- Dilara Deviren (Ceylan)جُهَينَة اخت عاصي
- Zeynep Çopur (Ceylan)
- Necmettin Çobanoğlu (Ökkeş)أبو رسلان
- Tülay Bursa (فاطمة)
- Şahnaz Çakıralp (Sarmaşik) نيفين زوجة جمال آغا السابقة وحبيبة رسلان

## قصة المسلسل
تحكي عن الفتاة "عاصي" التي تعيش في مزرعة جدها مع إخواتها "رولا"و "فاتن"و"جهينه"."عاصي" تلتقي بأمير وتبدأ قصة حبهما حيث يتزوجان ثم يتطلقان بسبب رجل يدعى"علي" يحب "عاصي" لكن "ملك" أخت أمير تحبه . فاتن تقع في حب "كريم" فتتزوج به لكن بعد مدة تكتشف خيانته لها فتتركه ويبدأ بحبها "ظافر".أما "رولا" فهي الفتاة المشاغبة والمدللة و الجميلة فتتعرف بزياد فتتزوج وبعد مدة تحمل.أما "سهيلة" خالة "أمير" وأم رسلان الحقيقية يكتشف ذلك بعد مدة. سهيلة تكون عشيقة "إحسان" ثم تتركه ويتزوج بناريمان لكنه يظل يحبها أما ناريمان فلا تتوقف عن المشاهد المضحكة مع "سهيلة بسسبب غيرتها. و"أمير" يصاب بمرض السرطان وفي الأخر يشفى منه ويعودون لبعض في النهاية

## البث
| الدولة | القناة الباثة | التاريخ | الرابط على القناة |
| ------ | ------------- | ------- | ----------------- |
| لبنان  | قناة الجديد   | 2011    |                   |

## وصلات خارجية
- عاصي على موقع IMDb (الإنجليزية)
- عاصي على موقع كينوبويسك (الروسية)
- عاصي على موقع قاعدة بيانات الفيلم (الإنجليزية)
- İlk ve en büyük fan sitesi
- Resmi internet sitesi
- Asi dizisi bilgi